# 瑞士社會民主黨
瑞士社會民主黨（德語：Sozialdemokratische Partei der Schweiz），又称瑞士社会黨（法語：Parti socialiste suisse），為瑞士主要政黨之一，是一個社會民主主義政黨。

## 歷史
在瑞士聯邦委員會中，瑞士社民黨是最偏左的政黨，也是聯邦委員會唯一的左翼政黨。
另外，社會民主黨是瑞士联邦议会中的第二大黨，並且被視為全瑞士最認同歐洲聯盟的政黨之一。

## 外部連結
- （德文）（法文）www.sp-ps.ch （页面存档备份，存于）